# Cinclodes nigrofumosus
Cinclodes nigrofumosus е вид птица от семейство Furnariidae. Видът е незастрашен от изчезване.

## Разпространение
Разпространен е в Чили.